# Intercalari
Gli intercalari sono sequenze di suoni (parole, intere espressioni, interiezioni, esclamazioni) che vengono inserite nella frase e nel flusso comunicativo (soprattutto parlato, ma, in misura minore, anche scritto) spesso in maniera automatica e irriflessa. Tali elementi, in genere, non veicolano un particolare contenuto, da un punto di vista semantico (pur possedendone spesso uno specifico significato), né assolvono qualche specifica funzione nel determinare la strutturazione del testo. Essi, tuttavia, possono assolvere a funzioni espressive, punteggiando il procedere dell'eloquio o del discorso. La loro natura grammaticale può essere la più varia: si può trattare di nomi, di avverbi, aggettivi, interi enunciati o espressioni, sempre, però, svuotati dal loro significato originario e piegati a un diverso utilizzo. Per questo, da un punto di vista linguistico, non sembrano classificabili in una categoria propria. Raffaele Simone, ad esempio, ha proposto di classificarli sotto la dicitura di "frammenti di enunciato".
Per la loro marcata caratteristica di emissione, quasi sempre irriflessa, gli intercalari sono spesso classificabili sotto la specie sociolinguistica del cosiddetto tic linguistico. Tuttavia, vi sono tic linguistici che non sono da considerare intercalari, dal momento che, pur essendo forme insistite e quasi irriflesse di alcuni parlanti, non sono svuotate di un significato ma, anzi, assumono una precisa e consapevole funzione semantica, anche se questa può apparire pleonastica, o, peggio, "deviata" o ambigua, come è il caso di alcune espressioni affermatesi nella lingua italiana di fine Novecento, come assolutamente sì/no, piuttosto che, ecc.
Sono forme tipiche del linguaggio parlato e, per questo, dell'eloquio orale riflettono la natura più spontanea e meno organizzata rispetto alle forme in genere più sorvegliate della produzione scritta. Tuttavia, gli intercalari compaiono spesso, in forma scritta, nella proposizione di forme dialogiche orali (ad esempio, nei romanzi). Anzi, questa forma viene spesso usata per connotare e caratterizzare il personaggio o per riprodurre, sulla pagina scritta, la naturalezza del linguaggio parlato. 

## Esempi
Un esempio tipico di intercalare è considerata la frase "è vero" (a volte contratta come "evero", senza Raddoppiamento fonosintattico, o proposta nella forma interrogativa "è vero?"), quando ripetutamente inserita a punteggiare il discorso senza riferimento al suo senso compiuto: "La cellula è l'unità morfofunzionale cioè di forma e di funzione degli organismi viventi, ed è la più piccola struttura ad essere classificabile è vero come vivente.".
Altri esempi sono allora, appunto, diciamo, insomma, non so. Nella cultura giovanile i mutevoli fenomeni hanno dato vigore a intercalari come voglio dire, a cui sono subentrati niente, e, in seguito, non esiste o tipo usato come "più o meno".

## Fattori di variabilità diastratica, diatopica, diacronica e diamesica individuali
Esistono intercalari che sono tipici di alcune varietà regionali della lingua: ad esempio, il siciliano "minchia", spesso abbreviato in "mi...". Altri esempi sono il vabbuò di area linguistica meridionale, il belin e il mia ligure, il socmèl bolognese, la pota di area bergamasca/bresciana/cremasca, il diofà, il bon e il neh piemontese (quest'ultimo usato anche in Lombardia), l'aoh romano, il ciò veneto, il dé livornese o pisano, ecc. Altri, invece, sono forme tipiche di varietà gergali e sono diffusi, ad esempio, nel linguaggio giovanile, o nel linguaggio di internet (questo avviene soprattutto per la posta elettronica, mentre nella comunicazione più concisa e immediata del linguaggio degli SMS e delle chat, gli intercalari, specie quelli non osceni, non rinunciano del tutto dall'assolvimento di funzioni pragmatiche). "Cioè", ad esempio, ha avuto una fortissima connotazione di intercalare giovanile e fa parte di un ricco repertorio di intercalari che sono tipici del "linguaggio delle interrogazioni": voglio dire, niente, praticamente, per così dire, tipo.
A volte, alcuni intercalari si diffondono prepotentemente al di fuori dei loro ambiti ristretti o delle loro nicchie (gergali, dialettali, o generazionali) per effetto del potere di arbitraggio sulle variazioni della lingua italiana svolto, dai mass media, soprattutto dagli ultimi decenni del Novecento, attraverso la televisione e il linguaggio pubblicitario e dalla loro potente influenza sulla cultura di massa. È il caso delle forme siciliane minchia o mi..., diffuse ampiamente al di fuori dell'ambito regionale originario proprio grazie influenza di modelli televisivi, delle forme romanesche ammàzza o aoh, la cui influenza potrebbe derivare dalla fama di attori come Alberto Sordi, o delle forme piemontesi bon e neh, veicolate fuori dai loro ambiti regionali dalla popolarità televisiva di Luciana Littizzetto. 

### Variabilità individuale
In ogni caso, l'uso degli intercalari incontra fattori di notevole variabilità soggettiva e ciascun parlante può manifestare la sua predilezione per questa o quella forma. Queste scelte "personali", unite, eventualmente, all'insistenza ripetuta, fanno sì che, spesso, gli intercalari diventano particolarmente "connotanti" della persona che li utilizza: questo è particolarmente avvertibile nel caso dei personaggi che vivono su una dimensione pubblica e godono, per questo, di una notevole visibilità: ne sono esempio, in questo caso, "il veda di Gianni Agnelli (1921-2003), [il dài di Giulio Tremonti, Ministro dell'economia e delle finanze in vari governi Berlusconi, [il] mi consenta di Silvio Berlusconi stesso". In casi come questi, l'intercalare fornisce spesso lo spunto, a comici e imitatori, per un utilizzo connotante in chiave umoristica e parodistica (lo stesso fenomeno avviene, spesso, anche per personaggi non pubblici, sulla scala più piccola delle cerchie e delle reti sociali).

## Linguaggio scritto e letterario
Un effetto analogo viene spesso ricercato da romanzieri e drammaturghi che possono metterli in bocca a specifici personaggi letterari. In questo modo, gli intercalari diventano efficaci strumenti espressivi per raggiungere determinati scopi che l'autore si prefigge. Ad esempio, ottenere una "resa" più naturale degli scambi dialogici, o per suggerire l'appartenenza (regionale, culturale, o generazionale) del parlante, oppure per caratterizzare il personaggio con effetti, di volta in volta, neutri, comici, parodistici ecc. 

### Variabilità diacronica
Anche gli intercalari, come molti altri fenomeni linguistici, subiscono l'effetto di mode e riflussi: ad esempio, l'espressione "per dio" è avvertita come sconveniente, in Italia, mentre in passato, fino agli inizi del Novecento, era una forma pacificamente accettata, anche nei contesti più formali e controllati del linguaggio letterario. 

## Turpiloquio, tabù e blasfemia
Spesso gli intercalari appartengono al turpiloquio e sono costituiti da parole oscene o, comunque, da termini che sono oggetto di tabù linguistici: si tratta di parole molto spesso presenti nell'eloquio informale ma che, quando sono usate come intercalari (ma anche come interiezioni), sono quasi del tutto svuotate dal loro significato.Un esempio molto frequente è l'uso della parola "cazzo"(o del già citato "minchia", ecc.) in frasi come "io ci sono andato e quelli mi hanno fatto prima aspettare un'ora e poi mi hanno detto di ritornare tra una settimana". 
A volte, gli intercalari contengono riferimenti a elementi della dimensione sacra o mitologica: "per dio", "Dio mio", "Madonna" ("Che madonna avete combinato?"), "per Giove", "per Ercole", ecc. In alcune regioni esiste l'uso di intercalare al discorso delle vere e proprie bestemmie, anche se, solitamente, svuotate del loro intento blasfemo.
Sia le parole oscene, sia i tabù verbali, sia le espressioni blasfeme, sono spesso oggetto di forme di autocensura attraverso alterazioni ed eufemizzazioni: ad esempio, cacchio sta per cazzo, cribbio per Cristo, diamine per diavolo, dinci o dindirindina per Dio, madosca per Madonna.